# Valparaíso-Express-Klasse
Die Kühlcontainerschiffe der Valparaíso-Express-Klasse der Reederei Hapag-Lloyd sind auf die Größe des erweiterten Panamakanals zugeschnitten.

## Geschichte
Insgesamt fünf Schiffe des Typs wurden 2015 von der Hamburger Reederei Hapag-Lloyd bei Hyundai Samho Heavy Industries in Auftrag gegeben und ab März 2016 in Südkorea gebaut. Die Frachter, die im Südamerikadienst der Reederei eingesetzt werden, bedienen die Häfen Rotterdam, London, Hamburg, Antwerpen, Le Havre, Caucedo, Cartagena, Manzanillo (Panama), Buenaventura, Posorja, Callao, Puerto Angamos, Valparaíso und San Antonio.

## Technik

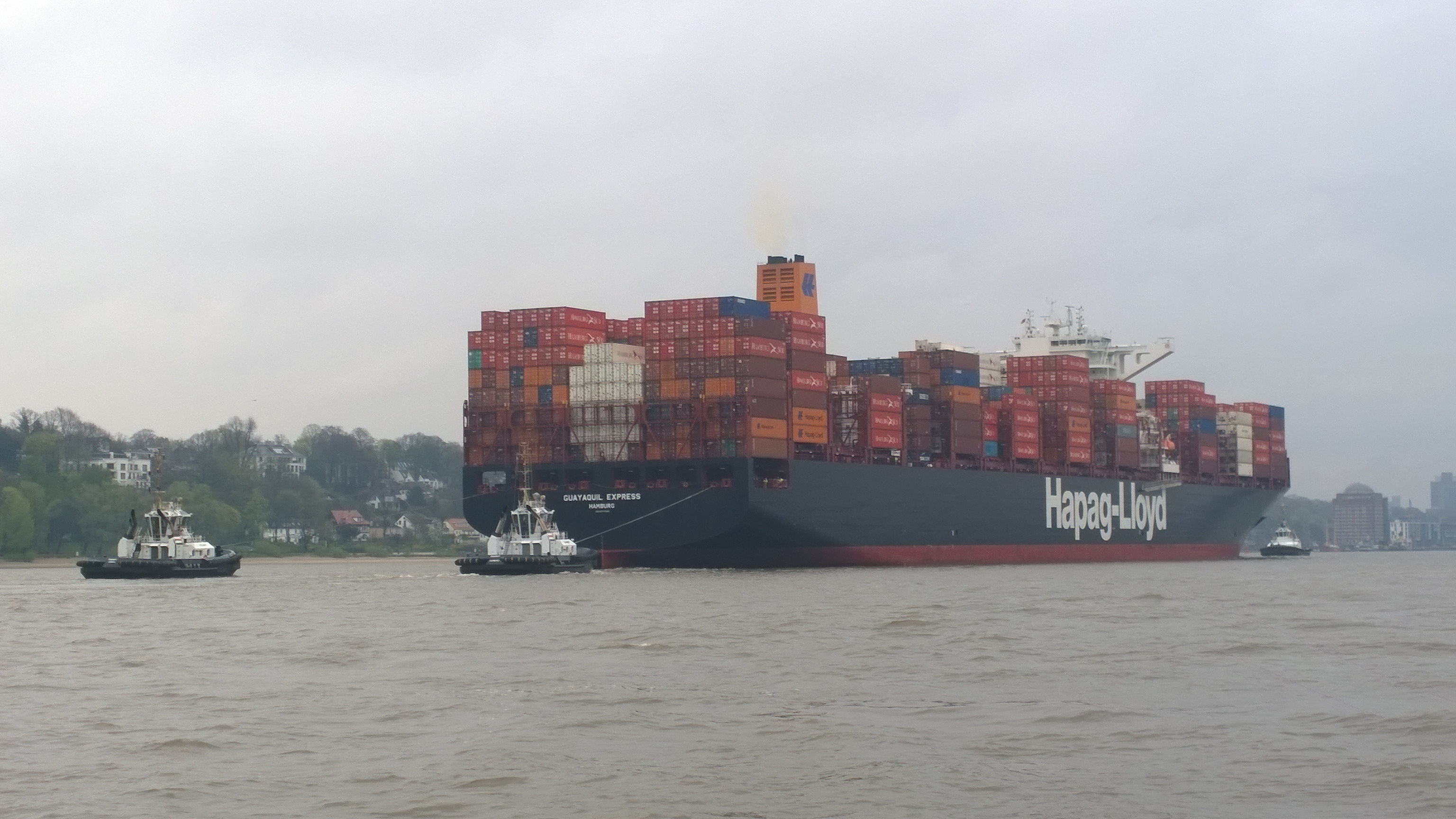
Die Guayaquil Express auf der Elbe

Die Neopanamax-Doppelhüllenschiffe sind in ihrer Grundauslegung vergleichbar konstruiert wie ULCS-Containerschiffe, ihre Größe liegt jedoch am unteren Ende oder geringfügig unterhalb dieses Segments. Das Deckshaus ist verhältnismäßig weit vorne angeordnet, was einen verbesserten Sichtstrahl und somit höhere vordere Decksbeladung ermöglicht. Unterhalb des Aufbaus sind unter anderem die Bunkertanks angeordnet, um aktuelle MARPOL-Vorschriften zu erfüllen. Die Antriebsanlage ist mit einem weit achtern angeordneten Zweitakt-Diesel-Hauptmotor des Typs MAN B&W 7S90ME-C10.5 versehen, der 34.224 kW liefert und eine Höchstgeschwindigkeit von 21 Knoten erlaubt. Im Bug sind Querstrahlruder mit jeweils 2500 kW Leistung angeordnet. Die acht Laderäume der Schiffe werden mit Pontonlukendeckeln verschlossen, deren Queraufteilung in vier Deckel eine höhere Flexibilität erlauben soll. Die Schiffe haben eine maximale Containerkapazität von 10.500 TEU, bei einem durchschnittlichen Containergewicht von vierzehn Tonnen verringert sich die Kapazität auf etwa 8800 TEU. Weiterhin sind im Hinblick auf den hohen Anteil südamerikanischer Kühlladungen rund 2100 Anschlüsse für Integral-Kühlcontainer vorhanden.

## Die Schiffe
| Bauname            | Baunummer | IMO-Nummer | Fertigstellung   | Umbenennungen und Verbleib |
| ------------------ | --------- | ---------- | ---------------- | -------------------------- |
| Valparaíso Express | S832      | 9777589    | 1. November 2016 | -                          |
| Callao Express     | S833      | 9777606    | 7. Dezember 2016 | -                          |
| Cartagena Express  | S834      | 9777618    | 19. Januar 2017  | -                          |
| Guayaquil Express  | S835      | 9777620    | 2. Februar 2017  | -                          |
| Santos Express     | S836      | 9777632    | 27. April 2017   | -                          |

## Zwischenfälle
Am 6. Mai 2018 beschädigte die Santos Express im Hafen von Santos die Fähren FB-19, FB-18 und FB-28.